# Дволикий січень
«Дволи́кий сі́чень» (варіант перекладу — «Два обли́ччя сі́чня»; англ. The Two Faces of January) — дебютний кінофільм ірано-британського сценариста Хуссейна Аміні, гостросюжетний психологічний трилер на основі однойменного роману Патриції Хайсміт, з Вігго Мортенсеном, Кірстен Данст і Оскаром Айзеком в головних ролях.

## Сюжет
1962 рік. Американці Честер і Колетта МакФарланд (Мортенсен і Данст) — авантюрна пара в бігах — на човні через Коринфський канал прибувають в Афіни. Оглядаючи Акрополь, вони знайомляться з грекомовним американцем Райделом Кінером (Айзек) — гідом, що наживається на обмані довірливих туристів — і пропонують співвітчизнику разом пообідати. У готелі Честер змушує Райдела допомогти йому позбутися тіла грецького поліцейського, який нібито напав на МакФарланда. Ставши співучасником злочину, гід приєднується до Честера і Колетти в їх подорожі з Греції до Туреччини. Райдел починає надавати знаки уваги дружині Честера, що викликає в останнього сильні ревнощі. Фінал битви двох аферистів розігрується на темних вуличках Ґранд базару в Стамбулі.

## В ролях
| Актори          | Роль              |
| --------------- | ----------------- |
| Вігго Мортенсен | Честер Макфарланд |
| Кірстен Данст   | Колетт Макфарланд |
| Оскар Айзек     | Райдола           |
| Йігіт Озшенер   | Ях'я              |

## Виробництво
Стрічка стала режисерським дебютом Хуссейна Аміні — автора сценарію для таких постановок як «Крила голубки» і «Драйв». Екранізація цієї «історії про вмираючу любов» була для Аміні, за його власними словами, нав'язливою ідеєю, як мінімум, останні 15 років. У роботі над постановкою режисер спирався, в першу чергу, на стиль класичних стрічок Альфреда Хічкока.
Зйомки картини стартували в Афінах у жовтні 2012 року. «Дволикий січень» став одним з небагатьох фільмів, що знімався безпосередньо в Афінському Акрополі — пам'ятки, як правило, закритої для кінематографістів. Натурні зйомки в Греції та Туреччині були доповнені невеликою кількістю павільйонного матеріалу, зрежисований у Великій Британії. Презентація ексклюзивного трейлера фільму відбулася 10 лютого 2014 — за день до прем'єри «Дволикого січня» на 64-му Берлінському кінофестивалі в рамках спеціальної програми.